# Championnat de France de rugby à XV 1958-1959
Navigation
Nationale (D1) 1957-1958 Nationale (D1) 1959-1960
La 60e édition du championnat de France de rugby à XV de première division « Nationale » eut lieu lors de la saison 1958-1959. 
Le Racing club de France, en vainquant le Stade montois, remporte son 4e titre de champion de France, 57 ans après son dernier sacre de 1902.

## Contexte
Lors de la saison 1958-1959, voici les différents champions et vainqueurs, :
Le tournoi des Cinq nations 1959 est remporté par la France.
Le Challenge Yves-du-Manoir est remporté par l'US Dax en vainquant la Section paloise en finale. 
Le championnat de Deuxième division « Fédérale » est remporté par le Stade bordelais UC face au Lyon OU.
Le championnat de troisième division « Excellence » est remporté par le CAO Espéraza face à l'AS bortoise.
Le championnat Honneur est remporté par le SA Rochefortais face au RC Pézillanais.
Le championnat Promotion est remporté par le Gabardan AS en vainquant le SU Lyonnais.

## Règlement et participant
Le championnat de France de Nationale 1958-1959 est réservé à 48 clubs, qui sont ceux classés de la 1re à la 48e place sur le classement général des clubs des trois divisions de la saison 1957-1958.
Ces clubs, repartis en 6 poules de 8, jouent des match en aller-retour et peuvent se qualifier pour une phase finale, allant des seizièmes à la finale.
Ainsi, 32 équipes peuvent prétendre aux phases finales après les phases de poules :
• Les 5 premiers de toutes les poules confondues
• Les 2 meilleurs sixièmes des poules
Un classement général des poules de la Première division est établi par la FFR à la fin des phases de poules.

### Participants
Sur les 44 écuries de l'an passée, on y ajoute les 4 promus issus des demi-finales de Fédérale.
| Promus de Fédérale (D2)                                           |
| ----------------------------------------------------------------- |
| • US bressane Ch • Boucau Stade • FC Saint-Claude • RC chalonnais |

## Poules de huit

### Les poules[4]
La première phase se déroule entre le 19 octobre 1958 et le 8 mars 1959.
| no | Club               | Pts | J  | V  | N | D  | Pm. | Pc. | Diff. |
| -- | ------------------ | --- | -- | -- | - | -- | --- | --- | ----- |
| 1  | FC Lourdes T       | 41  | 14 | 13 | 1 | 0  | 212 | 60  | 127   |
| 2  | CS Vienne          | 30  | 14 | 5  | 6 | 3  | 77  | 42  | 35    |
| 3  | CA Brive           | 30  | 14 | 7  | 2 | 5  | 81  | 100 | -15   |
| 4  | FC Auch            | 29  | 14 | 6  | 3 | 5  | 97  | 87  | 8     |
| 5  | TOEC               | 28  | 14 | 6  | 2 | 6  | 100 | 58  | 42    |
| 6  | US Montauban       | 27  | 14 | 5  | 3 | 6  | 68  | 82  | -14   |
| 7  | Stade lavelanétien | 21  | 14 | 2  | 3 | 9  | 228 | 118 | -63   |
| 8  | RC Châlon P        | 18  | 14 | 2  | 0 | 12 | 42  | 158 | -115  |

| no | Club              | Pts | J  | V  | N | D  | Pm. | Pc. | Diff. |
| -- | ----------------- | --- | -- | -- | - | -- | --- | --- | ----- |
| 1  | SC Mazamet        | 37  | 14 | 11 | 1 | 2  | 171 | 57  | 87    |
| 2  | La Voulte sportif | 35  | 14 | 10 | 1 | 3  | 142 | 65  | 77    |
| 3  | Stade toulousain  | 34  | 14 | 10 | 0 | 4  | 139 | 82  | 57    |
| 4  | Castres olympique | 33  | 14 | 8  | 3 | 3  | 111 | 50  | 58    |
| 5  | SU Agen           | 23  | 14 | 3  | 3 | 8  | 75  | 119 | -44   |
| 6  | RC Narbonne       | 22  | 14 | 3  | 2 | 9  | 88  | 149 | -61   |
| 7  | FC Saint-Claude P | 22  | 14 | 3  | 2 | 9  | 77  | 129 | -43   |
| 8  | Stade niortais    | 18  | 14 | 2  | 0 | 12 | 72  | 224 | -131  |

| no | Club               | Pts | J  | V  | N | D  | Pm. | Pc. | Diff. |
| -- | ------------------ | --- | -- | -- | - | -- | --- | --- | ----- |
| 1  | Stade montois      | 36  | 14 | 11 | 0 | 3  | 144 | 56  | 86    |
| 2  | Section paloise    | 34  | 14 | 9  | 2 | 3  | 124 | 69  | 55    |
| 3  | Aviron bayonnais   | 28  | 14 | 6  | 2 | 6  | 118 | 95  | 22    |
| 4  | Stadoceste tarbais | 28  | 14 | 6  | 2 | 6  | 101 | 97  | -2    |
| 5  | Stade aurillacois  | 27  | 14 | 5  | 3 | 6  | 63  | 65  | -2    |
| 6  | US Roman           | 26  | 14 | 4  | 4 | 6  | 57  | 122 | -62   |
| 7  | Boucau Stade P     | 25  | 14 | 4  | 3 | 7  | 63  | 75  | -12   |
| 8  | Saint-Girons SG    | 20  | 14 | 2  | 2 | 10 | 46  | 137 | -85   |

| no | Club          | Pts | J  | V | N | D  | Pm. | Pc. | Diff. |
| -- | ------------- | --- | -- | - | - | -- | --- | --- | ----- |
| 1  | Racing CF     | 34  | 14 | 8 | 4 | 2  | 134 | 52  | 78    |
| 2  | US Dax        | 33  | 14 | 8 | 3 | 3  | 91  | 31  | 58    |
| 3  | SC Angoulême  | 33  | 14 | 9 | 1 | 4  | 100 | 117 | -13   |
| 4  | RC Toulon     | 31  | 14 | 8 | 1 | 5  | 135 | 78  | 54    |
| 5  | SC Tulle      | 25  | 14 | 5 | 1 | 8  | 83  | 102 | -19   |
| 6  | Paris UC      | 24  | 14 | 4 | 2 | 8  | 89  | 96  | -7    |
| 7  | US bressane P | 24  | 14 | 4 | 2 | 8  | 100 | 159 | -56   |
| 8  | CA béglais    | 20  | 14 | 2 | 2 | 10 | 40  | 137 | -95   |

| no | Club               | Pts | J  | V | N | D  | Pm. | Pc. | Diff. |
| -- | ------------------ | --- | -- | - | - | -- | --- | --- | ----- |
| 1  | CA Périgourdin     | 33  | 14 | 8 | 3 | 3  | 138 | 85  | 53    |
| 2  | USA Perpignan      | 32  | 14 | 8 | 2 | 4  | 144 | 71  | 44    |
| 3  | SO Chambérien      | 30  | 14 | 7 | 2 | 5  | 116 | 78  | 31    |
| 4  | Biarritz olympique | 28  | 14 | 6 | 3 | 4  | 97  | 93  | 4     |
| 5  | US Cognac          | 27  | 14 | 6 | 2 | 5  | 99  | 65  | 34    |
| 6  | SC Graulhet        | 26  | 14 | 4 | 4 | 6  | 69  | 101 | -25   |
| 7  | AS Soustons        | 24  | 14 | 4 | 2 | 8  | 34  | 98  | -46   |
| 8  | SA Saint-Séverin   | 20  | 14 | 3 | 0 | 11 | 55  | 161 | -95   |

| no | Club            | Pts | J  | V  | N | D | Pm. | Pc. | Diff. |
| -- | --------------- | --- | -- | -- | - | - | --- | --- | ----- |
| 1  | FC Grenoble     | 36  | 14 | 11 | 0 | 3 | 130 | 73  | 57    |
| 2  | Stade cadurcien | 32  | 14 | 8  | 2 | 4 | 149 | 107 | 32    |
| 3  | AS Béziers      | 29  | 14 | 7  | 1 | 6 | 148 | 69  | 73    |
| 4  | RC Vichy        | 28  | 14 | 7  | 0 | 7 | 62  | 88  | -26   |
| 5  | AS Montferrand  | 26  | 14 | 5  | 2 | 7 | 60  | 87  | -27   |
| 6  | Stade rochelais | 26  | 14 | 5  | 2 | 7 | 64  | 115 | -45   |
| 7  | US Tyrosse      | 24  | 14 | 5  | 0 | 9 | 98  | 141 | -33   |
| 8  | US Carmaux      | 23  | 14 | 4  | 1 | 9 | 72  | 103 | -31   |

Victoire : 3 pts / Nul : 2 pts / Défaite : 1 pt.

### Classement général des poules de la Division Nationale 1958-1959
Afin de répartir les clubs pour les seizièmes, la FFR procède à un classement général des poules de la D1.
| N° | Position | Club              | Pts. | Diff. |
| -- | -------- | ----------------- | ---- | ----- |
| 1  | 1er      | FC Lourdes T      | 41   | 127   |
| 2  | 1er      | SC Mazamet        | 37   | 87    |
| 3  | 1er      | Stade montois     | 36   | 86    |
| 4  | 1er      | FC Grenoble       | 36   | 57    |
| 5  | 1er      | Racing CF         | 34   | 78    |
| 6  | 1er      | CA Périgourdin    | 33   | 53    |
| 7  | 2e       | La Voulte sportif | 35   | 77    |
| 8  | 2e       | Section paloise   | 34   | 55    |
| 9  | 2e       | US Dax            | 33   | 58    |
| 10 | 2e       | USA Perpignan     | 32   | 44    |
| 11 | 2e       | Stade cadurcien   | 32   | 32    |
| 12 | 2e       | CS Vienne         | 30   | 35    |
| 13 | 3e       | Stade toulousain  | 34   | 57    |
| 14 | 3e       | SC Angoulême      | 33   | -13   |
| 15 | 3e       | SO Chambérien     | 30   | 31    |
| 16 | 3e       | CA Brive          | 30   | -19   |

| N° | Position | Club               | Pts. | Diff. |
| -- | -------- | ------------------ | ---- | ----- |
| 17 | 3e       | AS Béziers         | 29   | 73    |
| 18 | 3e       | Aviron bayonnais   | 28   | 22    |
| 19 | 4e       | Castres olympique  | 33   | 58    |
| 20 | 4e       | RC Toulon          | 31   | 54    |
| 21 | 4e       | FC Auch            | 29   | 8     |
| 22 | 4e       | Biarritz olympique | 28   | 4     |
| 23 | 4e       | Stadoceste tarbais | 28   | -2    |
| 24 | 4e       | RC Vichy           | 28   | -26   |
| 25 | 5e       | TOEC               | 28   | 42    |
| 26 | 5e       | US Cognac          | 27   | 34    |
| 27 | 5e       | Stade aurillacois  | 27   | -2    |
| 28 | 5e       | AS Montferrand     | 26   | 34    |
| 29 | 5e       | SC Tulle           | 25   | -19   |
| 30 | 5e       | SU Agen            | 23   | -44   |
| 31 | 6e       | US Montauban       | 27   | -14   |
| 32 | 6e       | SC Graulhet        | 26   | -25   |

| N° | Position | Club               | Pts. | Diff. |
| -- | -------- | ------------------ | ---- | ----- |
| 33 | 6e       | Stade rochelais    | 26   | -45   |
| 34 | 6e       | US Roman           | 26   | -62   |
| 35 | 6e       | Paris UC           | 24   | -7    |
| 36 | 6e       | RC Narbonne        | 22   | -61   |
| 37 | 7e       | Boucau Stade P     | 25   | -12   |
| 38 | 7e       | US Tyrosse         | 24   | -33   |
| 39 | 7e       | AS Soustons        | 24   | -46   |
| 40 | 7e       | US bressane P      | 24   | -56   |
| 41 | 7e       | FC Saint-Claude P  | 22   | -43   |
| 42 | 7e       | Stade lavelanétien | 21   | -63   |
| 43 | 8e       | US Carmaux         | 23   | -31   |
| 44 | 8e       | Saint-Girons SG    | 20   | -85   |
| 45 | 8e       | CA béglais         | 20   | -95   |
| 46 | 8e       | SA Saint-Séverin   | 20   | -95   |
| 47 | 8e       | RC Châlon P        | 18   | -16   |
| 48 | 8e       | Stade niortais     | 18   | -131  |

### Promus et relégués
La FFR, dans le comité de direction du 2 mai 1959, décide de réformer le nombre de participants pour ses trois divisions. En effet, les dirigeants français optent pour des championnats de 56 clubs par divisions au lieu de 48.
Ainsi, lors de cette édition, il n'y a aucun relégué pour la Deuxième division.

## Phase finale
Les phases finales ont lieu du 22 mars au 24 mai 1959, date de la finale. Toutes les rencontres se jouent sur terrain neutre désigné par la FFR.
|  | Seizièmes de finale      | Seizièmes de finale              |                   |         | Huitièmes de finale      | Huitièmes de finale      |  |  | Quarts de finale      | Quarts de finale      |  |  | Demi-finales            | Demi-finales            |  |  | Finale                 | Finale                 |
|  | Seizièmes de finale      | Seizièmes de finale              |                   |         | Huitièmes de finale      | Huitièmes de finale      |  |  | Quarts de finale      | Quarts de finale      |  |  | Demi-finales            | Demi-finales            |  |  | Finale                 | Finale                 |
|  |                          |                                  |                   |         |                          |                          |  |  |                       |                       |  |  |                         |                         |  |  |                        |                        |
|  | 22 mars 1959 à Auch      | 22 mars 1959 à Auch              |                   |         | 26 avril 1959 à Toulouse | 26 avril 1959 à Toulouse |  |  | 3 mai 1959 à Grenoble | 3 mai 1959 à Grenoble |  |  | 26 avril 1959 à Bayonne | 26 avril 1959 à Bayonne |  |  | 24 mai 1959 à Bordeaux | 24 mai 1959 à Bordeaux |
|  | 22 mars 1959 à Auch      | 22 mars 1959 à Auch              |                   |         | 26 avril 1959 à Toulouse | 26 avril 1959 à Toulouse |  |  | 3 mai 1959 à Grenoble | 3 mai 1959 à Grenoble |  |  | 26 avril 1959 à Bayonne | 26 avril 1959 à Bayonne |  |  | 24 mai 1959 à Bordeaux | 24 mai 1959 à Bordeaux |
|  | FC Lourdes               | 12                               |                   |         | 26 avril 1959 à Toulouse | 26 avril 1959 à Toulouse |  |  | 3 mai 1959 à Grenoble | 3 mai 1959 à Grenoble |  |  | 26 avril 1959 à Bayonne | 26 avril 1959 à Bayonne |  |  | 24 mai 1959 à Bordeaux | 24 mai 1959 à Bordeaux |
|  | FC Lourdes               | 12                               |                   |         | 26 avril 1959 à Toulouse | 26 avril 1959 à Toulouse |  |  | 3 mai 1959 à Grenoble | 3 mai 1959 à Grenoble |  |  | 26 avril 1959 à Bayonne | 26 avril 1959 à Bayonne |  |  | 24 mai 1959 à Bordeaux | 24 mai 1959 à Bordeaux |
|  | SC Graulhet              | 6                                |                   |         | 26 avril 1959 à Toulouse | 26 avril 1959 à Toulouse |  |  | 3 mai 1959 à Grenoble | 3 mai 1959 à Grenoble |  |  | 26 avril 1959 à Bayonne | 26 avril 1959 à Bayonne |  |  | 24 mai 1959 à Bordeaux | 24 mai 1959 à Bordeaux |
|  | SC Graulhet              | 6                                | FC Lourdes        | 6       |                          |                          |  |  | 3 mai 1959 à Grenoble | 3 mai 1959 à Grenoble |  |  | 26 avril 1959 à Bayonne | 26 avril 1959 à Bayonne |  |  | 24 mai 1959 à Bordeaux | 24 mai 1959 à Bordeaux |
|  | 22 mars 1959 à Agen      |                                  | FC Lourdes        | 6       |                          |                          |  |  | 3 mai 1959 à Grenoble | 3 mai 1959 à Grenoble |  |  | 26 avril 1959 à Bayonne | 26 avril 1959 à Bayonne |  |  | 24 mai 1959 à Bordeaux | 24 mai 1959 à Bordeaux |
|  |                          | AS Béziers                       | 5                 |         |                          |                          |  |  | 3 mai 1959 à Grenoble | 3 mai 1959 à Grenoble |  |  | 26 avril 1959 à Bayonne | 26 avril 1959 à Bayonne |  |  | 24 mai 1959 à Bordeaux | 24 mai 1959 à Bordeaux |
|  | CA Brive                 | AS Béziers                       | 5                 | 9       |                          |                          |  |  | 3 mai 1959 à Grenoble | 3 mai 1959 à Grenoble |  |  | 26 avril 1959 à Bayonne | 26 avril 1959 à Bayonne |  |  | 24 mai 1959 à Bordeaux | 24 mai 1959 à Bordeaux |
|  | CA Brive                 | 26 avril 1959 à Biarritz         |                   | 9       |                          |                          |  |  | 3 mai 1959 à Grenoble | 3 mai 1959 à Grenoble |  |  | 26 avril 1959 à Bayonne | 26 avril 1959 à Bayonne |  |  | 24 mai 1959 à Bordeaux | 24 mai 1959 à Bordeaux |
|  | AS Béziers               | 13                               |                   |         |                          |                          |  |  | 3 mai 1959 à Grenoble | 3 mai 1959 à Grenoble |  |  | 26 avril 1959 à Bayonne | 26 avril 1959 à Bayonne |  |  | 24 mai 1959 à Bordeaux | 24 mai 1959 à Bordeaux |
|  | AS Béziers               | 13                               | FC Lourdes        | 9       |                          |                          |  |  |                       |                       |  |  | 26 avril 1959 à Bayonne | 26 avril 1959 à Bayonne |  |  | 24 mai 1959 à Bordeaux | 24 mai 1959 à Bordeaux |
|  | 22 mars 1959 à Biarritz  |                                  | FC Lourdes        | 9       |                          |                          |  |  |                       |                       |  |  | 26 avril 1959 à Bayonne | 26 avril 1959 à Bayonne |  |  | 24 mai 1959 à Bordeaux | 24 mai 1959 à Bordeaux |
|  |                          | Section paloise                  | 8                 |         |                          |                          |  |  |                       |                       |  |  | 26 avril 1959 à Bayonne | 26 avril 1959 à Bayonne |  |  | 24 mai 1959 à Bordeaux | 24 mai 1959 à Bordeaux |
|  | Section paloise          | Section paloise                  | 8                 | 30      |                          |                          |  |  |                       |                       |  |  | 26 avril 1959 à Bayonne | 26 avril 1959 à Bayonne |  |  | 24 mai 1959 à Bordeaux | 24 mai 1959 à Bordeaux |
|  | Section paloise          | 3 mai 1959 à Agen                |                   | 30      |                          |                          |  |  |                       |                       |  |  | 26 avril 1959 à Bayonne | 26 avril 1959 à Bayonne |  |  | 24 mai 1959 à Bordeaux | 24 mai 1959 à Bordeaux |
|  | TOEC                     | 3                                |                   |         |                          |                          |  |  |                       |                       |  |  | 26 avril 1959 à Bayonne | 26 avril 1959 à Bayonne |  |  | 24 mai 1959 à Bordeaux | 24 mai 1959 à Bordeaux |
|  | TOEC                     | 3                                | Section paloise   | 12      |                          |                          |  |  |                       |                       |  |  | 26 avril 1959 à Bayonne | 26 avril 1959 à Bayonne |  |  | 24 mai 1959 à Bordeaux | 24 mai 1959 à Bordeaux |
|  | 22 mars 1959 à Bergerac  |                                  | Section paloise   | 12      |                          |                          |  |  |                       |                       |  |  | 26 avril 1959 à Bayonne | 26 avril 1959 à Bayonne |  |  | 24 mai 1959 à Bordeaux | 24 mai 1959 à Bordeaux |
|  |                          | US Dax                           | 6                 |         |                          |                          |  |  |                       |                       |  |  | 26 avril 1959 à Bayonne | 26 avril 1959 à Bayonne |  |  | 24 mai 1959 à Bordeaux | 24 mai 1959 à Bordeaux |
|  | US Dax                   | US Dax                           | 6                 | 9       |                          |                          |  |  |                       |                       |  |  | 26 avril 1959 à Bayonne | 26 avril 1959 à Bayonne |  |  | 24 mai 1959 à Bordeaux | 24 mai 1959 à Bordeaux |
|  | US Dax                   | 26 avril 1959 à Perpignan        |                   | 9       |                          |                          |  |  |                       |                       |  |  | 26 avril 1959 à Bayonne | 26 avril 1959 à Bayonne |  |  | 24 mai 1959 à Bordeaux | 24 mai 1959 à Bordeaux |
|  | RC Vichy                 | 0                                |                   |         |                          |                          |  |  |                       |                       |  |  | 26 avril 1959 à Bayonne | 26 avril 1959 à Bayonne |  |  | 24 mai 1959 à Bordeaux | 24 mai 1959 à Bordeaux |
|  | RC Vichy                 | 0                                | FC Lourdes        | 3       |                          |                          |  |  |                       |                       |  |  |                         |                         |  |  | 24 mai 1959 à Bordeaux | 24 mai 1959 à Bordeaux |
|  | 22 mars 1959 à Vienne    |                                  | FC Lourdes        | 3       |                          |                          |  |  |                       |                       |  |  |                         |                         |  |  | 24 mai 1959 à Bordeaux | 24 mai 1959 à Bordeaux |
|  |                          | Racing CF                        | 19                |         |                          |                          |  |  |                       |                       |  |  |                         |                         |  |  | 24 mai 1959 à Bordeaux | 24 mai 1959 à Bordeaux |
|  | FC Grenoble              | Racing CF                        | 19                | 12      |                          |                          |  |  |                       |                       |  |  |                         |                         |  |  | 24 mai 1959 à Bordeaux | 24 mai 1959 à Bordeaux |
|  | FC Grenoble              | 26 avril 1959 à Toulouse         |                   | 12      |                          |                          |  |  |                       |                       |  |  |                         |                         |  |  | 24 mai 1959 à Bordeaux | 24 mai 1959 à Bordeaux |
|  | SC Tulle                 | 6                                |                   |         |                          |                          |  |  |                       |                       |  |  |                         |                         |  |  | 24 mai 1959 à Bordeaux | 24 mai 1959 à Bordeaux |
|  | SC Tulle                 | 6                                | FC Grenoble       | 5       |                          |                          |  |  |                       |                       |  |  |                         |                         |  |  | 24 mai 1959 à Bordeaux | 24 mai 1959 à Bordeaux |
|  | 22 mars 1959 à Perpignan |                                  | FC Grenoble       | 5       |                          |                          |  |  |                       |                       |  |  |                         |                         |  |  | 24 mai 1959 à Bordeaux | 24 mai 1959 à Bordeaux |
|  |                          | RC Toulon                        | 3                 |         |                          |                          |  |  |                       |                       |  |  |                         |                         |  |  | 24 mai 1959 à Bordeaux | 24 mai 1959 à Bordeaux |
|  | Stade toulousain         | RC Toulon                        | 3                 | 6       |                          |                          |  |  |                       |                       |  |  |                         |                         |  |  | 24 mai 1959 à Bordeaux | 24 mai 1959 à Bordeaux |
|  | Stade toulousain         | 26 avril 1959 à Clermont-Ferrand |                   | 6       |                          |                          |  |  |                       |                       |  |  |                         |                         |  |  | 24 mai 1959 à Bordeaux | 24 mai 1959 à Bordeaux |
|  | RC Toulon                | 14                               |                   |         |                          |                          |  |  |                       |                       |  |  |                         |                         |  |  | 24 mai 1959 à Bordeaux | 24 mai 1959 à Bordeaux |
|  | RC Toulon                | 14                               | FC Grenoble       | 5       |                          |                          |  |  |                       |                       |  |  |                         |                         |  |  | 24 mai 1959 à Bordeaux | 24 mai 1959 à Bordeaux |
|  | 22 mars 1959 à Limoges   |                                  | FC Grenoble       | 5       |                          |                          |  |  |                       |                       |  |  |                         |                         |  |  | 24 mai 1959 à Bordeaux | 24 mai 1959 à Bordeaux |
|  |                          | Racing CF                        | 14                |         |                          |                          |  |  |                       |                       |  |  |                         |                         |  |  | 24 mai 1959 à Bordeaux | 24 mai 1959 à Bordeaux |
|  | Racing CF                | Racing CF                        | 14                | 5(a.p.) |                          |                          |  |  |                       |                       |  |  |                         |                         |  |  | 24 mai 1959 à Bordeaux | 24 mai 1959 à Bordeaux |
|  | Racing CF                | 3 mai 1959 à Béziers             |                   | 5(a.p.) |                          |                          |  |  |                       |                       |  |  |                         |                         |  |  | 24 mai 1959 à Bordeaux | 24 mai 1959 à Bordeaux |
|  | AS Montferrand           | 5                                |                   |         |                          |                          |  |  |                       |                       |  |  |                         |                         |  |  | 24 mai 1959 à Bordeaux | 24 mai 1959 à Bordeaux |
|  | AS Montferrand           | 5                                | Racing CF         | 6       |                          |                          |  |  |                       |                       |  |  |                         |                         |  |  | 24 mai 1959 à Bordeaux | 24 mai 1959 à Bordeaux |
|  | 22 mars 1959 à Toulon    |                                  | Racing CF         | 6       |                          |                          |  |  |                       |                       |  |  |                         |                         |  |  | 24 mai 1959 à Bordeaux | 24 mai 1959 à Bordeaux |
|  |                          | CS Vienne                        | 0                 |         |                          |                          |  |  |                       |                       |  |  |                         |                         |  |  | 24 mai 1959 à Bordeaux | 24 mai 1959 à Bordeaux |
|  | CS Vienne                | CS Vienne                        | 0                 | 3(a.p.) |                          |                          |  |  |                       |                       |  |  |                         |                         |  |  | 24 mai 1959 à Bordeaux | 24 mai 1959 à Bordeaux |
|  | CS Vienne                | 26 avril 1959 à Lourdes          |                   | 3(a.p.) |                          |                          |  |  |                       |                       |  |  |                         |                         |  |  | 24 mai 1959 à Bordeaux | 24 mai 1959 à Bordeaux |
|  | FC Auch                  | 3                                |                   |         |                          |                          |  |  |                       |                       |  |  |                         |                         |  |  | 24 mai 1959 à Bordeaux | 24 mai 1959 à Bordeaux |
|  | FC Auch                  | 3                                | Racing CF         | 8       |                          |                          |  |  |                       |                       |  |  |                         |                         |  |  |                        |                        |
|  | 22 mars 1959 à Castres   |                                  | Racing CF         | 8       |                          |                          |  |  |                       |                       |  |  |                         |                         |  |  |                        |                        |
|  |                          | Stade montois                    | 3                 |         |                          |                          |  |  |                       |                       |  |  |                         |                         |  |  |                        |                        |
|  | SC Mazamet               | Stade montois                    | 3                 | 23      |                          |                          |  |  |                       |                       |  |  |                         |                         |  |  |                        |                        |
|  | SC Mazamet               |                                  |                   | 23      |                          |                          |  |  |                       |                       |  |  |                         |                         |  |  |                        |                        |
|  | US Montauban             | 3                                |                   |         |                          |                          |  |  |                       |                       |  |  |                         |                         |  |  |                        |                        |
|  | US Montauban             | 3                                | SC Mazamet        | 6       |                          |                          |  |  |                       |                       |  |  |                         |                         |  |  |                        |                        |
|  | 22 mars 1959 à Narbonne  |                                  | SC Mazamet        | 6       |                          |                          |  |  |                       |                       |  |  |                         |                         |  |  |                        |                        |
|  |                          | Aviron bayonnais                 | 3                 |         |                          |                          |  |  |                       |                       |  |  |                         |                         |  |  |                        |                        |
|  | SO Chambéry              | Aviron bayonnais                 | 3                 | 3       |                          |                          |  |  |                       |                       |  |  |                         |                         |  |  |                        |                        |
|  | SO Chambéry              | 26 avril 1959 à Toulon           |                   | 3       |                          |                          |  |  |                       |                       |  |  |                         |                         |  |  |                        |                        |
|  | Aviron bayonnais         | 13                               |                   |         |                          |                          |  |  |                       |                       |  |  |                         |                         |  |  |                        |                        |
|  | Aviron bayonnais         | 13                               | SC Mazamet        | 0       |                          |                          |  |  |                       |                       |  |  |                         |                         |  |  |                        |                        |
|  | 22 mars 1959 à Vichy     |                                  | SC Mazamet        | 0       |                          |                          |  |  |                       |                       |  |  |                         |                         |  |  |                        |                        |
|  |                          | La Voulte sportif                | 3                 |         |                          |                          |  |  |                       |                       |  |  |                         |                         |  |  |                        |                        |
|  | La Voulte sportif        | La Voulte sportif                | 3                 | 6       |                          |                          |  |  |                       |                       |  |  |                         |                         |  |  |                        |                        |
|  | La Voulte sportif        | 3 mai 1959 à Pau                 |                   | 6       |                          |                          |  |  |                       |                       |  |  |                         |                         |  |  |                        |                        |
|  | US Cognac                | 0                                |                   |         |                          |                          |  |  |                       |                       |  |  |                         |                         |  |  |                        |                        |
|  | US Cognac                | 0                                | La Voulte sportif | 3       |                          |                          |  |  |                       |                       |  |  |                         |                         |  |  |                        |                        |
|  | 22 mars 1959 à Toulouse  |                                  | La Voulte sportif | 3       |                          |                          |  |  |                       |                       |  |  |                         |                         |  |  |                        |                        |
|  |                          | USA Perpignan                    | 0                 |         |                          |                          |  |  |                       |                       |  |  |                         |                         |  |  |                        |                        |
|  | USA Perpignan            | USA Perpignan                    | 0                 | 8       |                          |                          |  |  |                       |                       |  |  |                         |                         |  |  |                        |                        |
|  | USA Perpignan            | 26 avril 1959 à Périgueux        |                   | 8       |                          |                          |  |  |                       |                       |  |  |                         |                         |  |  |                        |                        |
|  | Stadoceste tarbais       | 3                                |                   |         |                          |                          |  |  |                       |                       |  |  |                         |                         |  |  |                        |                        |
|  | Stadoceste tarbais       | 3                                | La Voulte sportif | 9       |                          |                          |  |  |                       |                       |  |  |                         |                         |  |  |                        |                        |
|  | 22 mars 1959 à Bègles    |                                  | La Voulte sportif | 9       |                          |                          |  |  |                       |                       |  |  |                         |                         |  |  |                        |                        |
|  |                          | Stade montois                    | 16                |         |                          |                          |  |  |                       |                       |  |  |                         |                         |  |  |                        |                        |
|  | Stade montois            | Stade montois                    | 16                | 5       |                          |                          |  |  |                       |                       |  |  |                         |                         |  |  |                        |                        |
|  | Stade montois            |                                  |                   | 5       |                          |                          |  |  |                       |                       |  |  |                         |                         |  |  |                        |                        |
|  | SU Agen                  | 0                                |                   |         |                          |                          |  |  |                       |                       |  |  |                         |                         |  |  |                        |                        |
|  | SU Agen                  | 0                                | Stade montois     | 6       |                          |                          |  |  |                       |                       |  |  |                         |                         |  |  |                        |                        |
|  | 22 mars 1959 à Aurillac  |                                  | Stade montois     | 6       |                          |                          |  |  |                       |                       |  |  |                         |                         |  |  |                        |                        |
|  |                          | Castres Olympique                | 0                 |         |                          |                          |  |  |                       |                       |  |  |                         |                         |  |  |                        |                        |
|  | SC Angoulême             | Castres Olympique                | 0                 | 0       |                          |                          |  |  |                       |                       |  |  |                         |                         |  |  |                        |                        |
|  | SC Angoulême             | 26 avril 1959 à Bègles           |                   | 0       |                          |                          |  |  |                       |                       |  |  |                         |                         |  |  |                        |                        |
|  | Castres Olympique        | 15                               |                   |         |                          |                          |  |  |                       |                       |  |  |                         |                         |  |  |                        |                        |
|  | Castres Olympique        | 15                               | Stade montois     | 20      |                          |                          |  |  |                       |                       |  |  |                         |                         |  |  |                        |                        |
|  | 22 mars 1959 à Brive     |                                  | Stade montois     | 20      |                          |                          |  |  |                       |                       |  |  |                         |                         |  |  |                        |                        |
|  |                          | CA Périgueux                     | 3                 |         |                          |                          |  |  |                       |                       |  |  |                         |                         |  |  |                        |                        |
|  | CA Périgueux             | CA Périgueux                     | 3                 | 19      |                          |                          |  |  |                       |                       |  |  |                         |                         |  |  |                        |                        |
|  | CA Périgueux             |                                  |                   | 19      |                          |                          |  |  |                       |                       |  |  |                         |                         |  |  |                        |                        |
|  | Stade aurillacois        | 0                                |                   |         |                          |                          |  |  |                       |                       |  |  |                         |                         |  |  |                        |                        |
|  | Stade aurillacois        | 0                                | CA Périgueux      | 16      |                          |                          |  |  |                       |                       |  |  |                         |                         |  |  |                        |                        |
|  | 22 mars 1959 à Paris     |                                  | CA Périgueux      | 16      |                          |                          |  |  |                       |                       |  |  |                         |                         |  |  |                        |                        |
|  |                          | Biarritz olympique               | 3                 |         |                          |                          |  |  |                       |                       |  |  |                         |                         |  |  |                        |                        |
|  | Stade Cadurcien          | Biarritz olympique               | 3                 | 3       |                          |                          |  |  |                       |                       |  |  |                         |                         |  |  |                        |                        |
|  | Stade Cadurcien          |                                  |                   | 3       |                          |                          |  |  |                       |                       |  |  |                         |                         |  |  |                        |                        |
|  | Biarritz olympique       | 6                                |                   |         |                          |                          |  |  |                       |                       |  |  |                         |                         |  |  |                        |                        |
|  | Biarritz olympique       | 6                                |                   |         |                          |                          |  |  |                       |                       |  |  |                         |                         |  |  |                        |                        |

### Seizièmes de finale
Les matchs des seizièmes de finale sont présentés dans l'ordre établi par la FFR.  

Le Racing CF est départagé de par sa place de classement et le CS Vienne est qualifié au bénéfice de l'essai. 
| 22 mars 1959 | FC Lourdes | 12 - 6 | SC Graulhet | Stade du Moulias, Auch Arbitre : M. Boueilh |
| 22 mars 1959 |            |        |             | Stade du Moulias, Auch Arbitre : M. Boueilh |
| 22 mars 1959 |            |        |             | Stade du Moulias, Auch Arbitre : M. Boueilh |

| 22 mars 1959 | SC Mazamet | 23 - 3 | US Montauban | Stade Pierre-Antoine, Castres Arbitre : M. Dheure |
| 22 mars 1959 |            |        |              | Stade Pierre-Antoine, Castres Arbitre : M. Dheure |
| 22 mars 1959 |            |        |              | Stade Pierre-Antoine, Castres Arbitre : M. Dheure |

| 22 mars 1959 | Stade montois | 5 - 0 | SU Agen | Stade du Musard, Bègles Arbitre : Georges Gombeaud |
| 22 mars 1959 |               |       |         | Stade du Musard, Bègles Arbitre : Georges Gombeaud |
| 22 mars 1959 |               |       |         | Stade du Musard, Bègles Arbitre : Georges Gombeaud |

| 22 mars 1959 | FC Grenoble | 12 - 6 | SC Tulle | Champ de Manœuvres de l'Isle, Vienne Arbitre : M. Carbonnel |
| 22 mars 1959 |             |        |          | Champ de Manœuvres de l'Isle, Vienne Arbitre : M. Carbonnel |
| 22 mars 1959 |             |        |          | Champ de Manœuvres de l'Isle, Vienne Arbitre : M. Carbonnel |

| 22 mars 1959 | Racing CF | 5 - 5 (a.p.) | AS Montferrand | Parc municipal des sports de Beaublanc, Limoges Arbitre : Fernand Sampiéri |
| 22 mars 1959 |           |              |                | Parc municipal des sports de Beaublanc, Limoges Arbitre : Fernand Sampiéri |
| 22 mars 1959 |           |              |                | Parc municipal des sports de Beaublanc, Limoges Arbitre : Fernand Sampiéri |

| 22 mars 1959 | CA Périgueux | 19 - 0 | Stade aurillacois | Stade Gaëtan-Devaud, Brive-la-Gaillarde Arbitre : Bernard Marie |
| 22 mars 1959 |              |        |                   | Stade Gaëtan-Devaud, Brive-la-Gaillarde Arbitre : Bernard Marie |
| 22 mars 1959 |              |        |                   | Stade Gaëtan-Devaud, Brive-la-Gaillarde Arbitre : Bernard Marie |

| 22 mars 1959 | La Voulte sportif | 6 - 0 | US Cognac | Stade municipal, Vichy Arbitre : Albert Ferrasse |
| 22 mars 1959 |                   |       |           | Stade municipal, Vichy Arbitre : Albert Ferrasse |
| 22 mars 1959 |                   |       |           | Stade municipal, Vichy Arbitre : Albert Ferrasse |

| 22 mars 1959 | Section paloise | 30 - 3 | Toulouse OEC | Parc des sports d'Aguiléra, Biarritz Arbitre : M. Roude |
| 22 mars 1959 |                 |        |              | Parc des sports d'Aguiléra, Biarritz Arbitre : M. Roude |
| 22 mars 1959 |                 |        |              | Parc des sports d'Aguiléra, Biarritz Arbitre : M. Roude |

| 22 mars 1959 | US Dax | 9 - 0 | RC Vichy | Stade Gaston-Simounet, Bergerac Arbitre : M. Fauche |
| 22 mars 1959 |        |       |          | Stade Gaston-Simounet, Bergerac Arbitre : M. Fauche |
| 22 mars 1959 |        |       |          | Stade Gaston-Simounet, Bergerac Arbitre : M. Fauche |

| 22 mars 1959 | USA Perpignan | 8 - 3 | Stadoceste tarbais | Stade Jacques-Chapou, Toulouse Arbitre : Robert Calmet |
| 22 mars 1959 |               |       |                    | Stade Jacques-Chapou, Toulouse Arbitre : Robert Calmet |
| 22 mars 1959 |               |       |                    | Stade Jacques-Chapou, Toulouse Arbitre : Robert Calmet |

| 22 mars 1959 | Stade cadurcien | 3 - 6 | Biarritz olympique | Stade Charléty, Paris Arbitre : Charles Durand |
| 22 mars 1959 |                 |       |                    | Stade Charléty, Paris Arbitre : Charles Durand |
| 22 mars 1959 |                 |       |                    | Stade Charléty, Paris Arbitre : Charles Durand |

| 22 mars 1959 | CS Vienne | 3 - 3 (a.p.) | FC Auch | Stade Mayol, Toulon Arbitre : M. Mainfroy |
| 22 mars 1959 |           |              |         | Stade Mayol, Toulon Arbitre : M. Mainfroy |
| 22 mars 1959 |           |              |         | Stade Mayol, Toulon Arbitre : M. Mainfroy |

| 22 mars 1959 | Stade toulousain | 6 - 14 | RC Toulon | Stade Aimé-Giral, Perpignan Arbitre : M. Madelmont |
| 22 mars 1959 |                  |        |           | Stade Aimé-Giral, Perpignan Arbitre : M. Madelmont |
| 22 mars 1959 |                  |        |           | Stade Aimé-Giral, Perpignan Arbitre : M. Madelmont |

| 22 mars 1959 | SC Angoulême | 0 - 15 | Castres olympique | Stade Jean-Alric, Aurillac Arbitre : Albert Capelle |
| 22 mars 1959 |              |        |                   | Stade Jean-Alric, Aurillac Arbitre : Albert Capelle |
| 22 mars 1959 |              |        |                   | Stade Jean-Alric, Aurillac Arbitre : Albert Capelle |

| 22 mars 1959 | SO Chambéry | 3 - 13 | Aviron bayonnais | Stade Cassayet, Narbonne Arbitre : M. Ros |
| 22 mars 1959 |             |        |                  | Stade Cassayet, Narbonne Arbitre : M. Ros |
| 22 mars 1959 |             |        |                  | Stade Cassayet, Narbonne Arbitre : M. Ros |

| 22 mars 1959 | CA Brive | 9 - 13 | AS Béziers | Stade Armandie, Agen Arbitre : Louis Parrot |
| 22 mars 1959 |          |        |            | Stade Armandie, Agen Arbitre : Louis Parrot |
| 22 mars 1959 |          |        |            | Stade Armandie, Agen Arbitre : Louis Parrot |

### Huitièmes de finale
Les huitièmes de finale sont présentés dans l'ordre établi par la FFR. 

Si Dax s'inclinent contre Pau, ils se retrouvent en finale du challenge du Manoir ou les Landais sont victorieux. 
| 26 avril 1959 | FC Lourdes | 6 - 5 | AS Béziers | Stade des Ponts-Jumeaux, Toulouse Arbitre : Fernand Sampiéri |
| 26 avril 1959 |            |       |            | Stade des Ponts-Jumeaux, Toulouse Arbitre : Fernand Sampiéri |
| 26 avril 1959 |            |       |            | Stade des Ponts-Jumeaux, Toulouse Arbitre : Fernand Sampiéri |

| 26 avril 1959 | SC Mazamet | 6 - 3 | Aviron bayonnais | Stade Lucien-Pourxet, Lourdes Arbitre : Paul-André Madelmont |
| 26 avril 1959 |            |       |                  | Stade Lucien-Pourxet, Lourdes Arbitre : Paul-André Madelmont |
| 26 avril 1959 |            |       |                  | Stade Lucien-Pourxet, Lourdes Arbitre : Paul-André Madelmont |

| 26 avril 1959 | Stade montois | 6 - 0 | Castres olympique | Stade Roger-Dantou, Périgueux Arbitre : Albert Ferrasse |
| 26 avril 1959 |               |       |                   | Stade Roger-Dantou, Périgueux Arbitre : Albert Ferrasse |
| 26 avril 1959 |               |       |                   | Stade Roger-Dantou, Périgueux Arbitre : Albert Ferrasse |

| 26 avril 1959 | FC Grenoble | 5 - 3 | RC Toulon | Stade Aimé-Giral, Perpignan Arbitre : Louis Parrot |
| 26 avril 1959 |             |       |           | Stade Aimé-Giral, Perpignan Arbitre : Louis Parrot |
| 26 avril 1959 |             |       |           | Stade Aimé-Giral, Perpignan Arbitre : Louis Parrot |

| 26 avril 1959 | Racing CF | 6 - 0 | CS Vienne | Parc des sports Marcel-Michelin, Clermont-Ferrand Arbitre : M. Mainfroy |
| 26 avril 1959 |           |       |           | Parc des sports Marcel-Michelin, Clermont-Ferrand Arbitre : M. Mainfroy |
| 26 avril 1959 |           |       |           | Parc des sports Marcel-Michelin, Clermont-Ferrand Arbitre : M. Mainfroy |

| 26 avril 1959 | CA Périgueux | 16 - 3 | Biarritz olympique | Stade du Musard, Bègles Arbitre : M. Ros |
| 26 avril 1959 |              |        |                    | Stade du Musard, Bègles Arbitre : M. Ros |
| 26 avril 1959 |              |        |                    | Stade du Musard, Bègles Arbitre : M. Ros |

| 26 avril 1959 | La Voulte sportif | 3 - 0 | USA Perpignan | Stade Mayol, Toulon Arbitre : Bernard Marie |
| 26 avril 1959 |                   |       |               | Stade Mayol, Toulon Arbitre : Bernard Marie |
| 26 avril 1959 |                   |       |               | Stade Mayol, Toulon Arbitre : Bernard Marie |

| 26 avril 1959 | Section paloise | 12 - 6 | US Dax | Parc des sports d'Aguiléra, Biarritz Arbitre : Robert Calmet |
| 26 avril 1959 |                 |        |        | Parc des sports d'Aguiléra, Biarritz Arbitre : Robert Calmet |
| 26 avril 1959 |                 |        |        | Parc des sports d'Aguiléra, Biarritz Arbitre : Robert Calmet |

### Quarts de finale
Les quarts de finale sont présentés dans l'ordre établi par la FFR.
| 3 mai 1959 | FC Lourdes | 9 - 8 | Section paloise | Stade Lesdiguières, Grenoble Arbitre : M. Ros |
| 3 mai 1959 |            |       |                 | Stade Lesdiguières, Grenoble Arbitre : M. Ros |
| 3 mai 1959 |            |       |                 | Stade Lesdiguières, Grenoble Arbitre : M. Ros |

| 3 mai 1959 | SC Mazamet | 0 - 3 | La Voulte sportif | Parc des sports de Sauclières, Béziers Arbitre : M. Mainfroy |
| 3 mai 1959 |            |       |                   | Parc des sports de Sauclières, Béziers Arbitre : M. Mainfroy |
| 3 mai 1959 |            |       |                   | Parc des sports de Sauclières, Béziers Arbitre : M. Mainfroy |

| 3 mai 1959 | Stade montois | 20 - 3 | CA Périgueux | Stade de la Croix du Prince, Pau Arbitre : M. Fauche |
| 3 mai 1959 |               |        |              | Stade de la Croix du Prince, Pau Arbitre : M. Fauche |
| 3 mai 1959 |               |        |              | Stade de la Croix du Prince, Pau Arbitre : M. Fauche |

| 3 mai 1959 | FC Grenoble | 5 - 14 | Racing CF | Stade Armandie, Agen Arbitre : Paul-André Madelmont |
| 3 mai 1959 |             |        |           | Stade Armandie, Agen Arbitre : Paul-André Madelmont |
| 3 mai 1959 |             |        |           | Stade Armandie, Agen Arbitre : Paul-André Madelmont |

### Demi-finales
Les demi-finales sont présentés dans l'ordre établi par la FFR.
| 26 avril 1959 | La Voulte sportif | 9 - 16 | Stade montois | Stadium municipal, Toulouse Arbitre : M. Dumora |
| 26 avril 1959 |                   |        |               | Stadium municipal, Toulouse Arbitre : M. Dumora |
| 26 avril 1959 |                   |        |               | Stadium municipal, Toulouse Arbitre : M. Dumora |

| 26 avril 1959 | FC Lourdes | 3 - 19 | Racing CF | Parc des sports Saint-Léon, Bayonne Arbitre : Robert Calmet |
| 26 avril 1959 |            |        |           | Parc des sports Saint-Léon, Bayonne Arbitre : Robert Calmet |
| 26 avril 1959 |            |        |           | Parc des sports Saint-Léon, Bayonne Arbitre : Robert Calmet |

### Finale
La finale Racing contre Mont-de-Marsan se déroule au Stade municipal de Bordeaux. Avec neuf joueurs internationaux, le Stade montois était le favori logique de la finale.
La rencontre est arbitrée par Albert Ferrasse, champion de France et vainqueur de la Coupe de France avec le SU Agen en 1945 ; il deviendra président de la Fédération française de rugby et de l'IRB.
Durant la rencontre, le capitaine François Moncla sort sur blessure à la 55e minute après une épaule brisée.
| 24 mai 1959 | Racing CF                                                                             | 8 - 3 (8 - 0) | Stade montois           | Stade municipal, Bordeaux 31,098 spectateurs Arbitre : Albert Ferrasse |
| 24 mai 1959 | Essai(s) : Stéphane Boize Transformation(s) : Michel Debet Pénalité(s) : Michel Debet |               | Essai(s) : Guy Boniface | Stade municipal, Bordeaux 31,098 spectateurs Arbitre : Albert Ferrasse |
| 24 mai 1959 |                                                                                       |               |                         | Stade municipal, Bordeaux 31,098 spectateurs Arbitre : Albert Ferrasse |

François Moncla, Michel Crauste et Arnaud Marquesuzaa remportent le titre avec le Racing. Ces deux derniers le remporteront plus tard avec le FC Lourdes et Moncla avec la Section Paloise.

## Classement général des clubs à la fin de saison 1958-1959
À la fin de saison et quand toutes les compétitions sont terminées, la FFR publie un classement général de tous les clubs issus des trois divisions françaises. Elle permet une meilleure organisation pour l'année suivante des trois divisions.
| N° | Club                      |
| -- | ------------------------- |
| 1  | Racing CF                 |
| 2  | Stade montois             |
| 3  | FC Lourdes                |
| 4  | La Voulte sportif         |
| 5  | SC Mazamet                |
| 6  | FC Grenoble               |
| 7  | CA Périgourdin            |
| 8  | Section paloise           |
| 9  | US Dax                    |
| 10 | USA Perpignan             |
| 11 | CS Vienne                 |
| 12 | AS Béziers                |
| 13 | Aviron bayonnais          |
| 14 | Castres olympique         |
| 15 | RC Toulon                 |
| 16 | Biarritz olympique        |
| 17 | Stade cadurcien           |
| 18 | Stade toulousain          |
| 19 | SC Angoulême              |
| 20 | SO Chambéry               |
| 21 | CA Brive                  |
| 22 | FC Auch                   |
| 23 | Stadoceste tarbais        |
| 24 | RC Vichy                  |
| 25 | TOEC                      |
| 26 | US Cognac                 |
| 27 | Stade aurillacois         |
| 28 | AS Montferrand            |
| 29 | SC Tulle                  |
| 30 | SU Agen                   |
| 31 | US Montauban              |
| 32 | SC Graulhet               |
| 33 | Stade rochelais           |
| 34 | US Romanaise et péageoise |
| 35 | Paris UC                  |
| 36 | RC Narbonne               |
| 37 | Boucau Stade              |
| 38 | US Tyrosse                |
| 39 | AS Soustons               |
| 40 | US bressane               |
| 41 | FC Saint-Claude           |
| 42 | Stade lavelanétien        |
| 43 | US Carmaux                |
| 44 | Saint-Girons SG           |
| 45 | Stade bordelais UC        |
| 46 | Lyon OU                   |
| 47 | US Fuxéenne               |
| 48 | Stade hendayais           |
| 49 | SA Saint-Séverin          |
| 50 | CA béglais                |
| 51 | RC chalonnais             |
| 52 | Stade niortais            |
| 53 | US Montréjeau             |
| 54 | Stade Nantais UC          |
| 55 | AS Roanne                 |
| 56 | Stade dijonnais           |

| N°  | Club                             |
| --- | -------------------------------- |
| 57  | USA Limoges                      |
| 58  | RC guéretois                     |
| 59  | Avenir Aturin                    |
| 60  | Avenir moissagais                |
| 61  | AS Saint-Junien                  |
| 62  | US Bellegarde-Coupy              |
| 63  | ASPTT Paris                      |
| 64  | USO Nevers                       |
| 65  | Union montilienne sportive       |
| 66  | US Arize                         |
| 67  | AS testerine                     |
| 68  | SA Lyon                          |
| 69  | Stade montluçonnais              |
| 70  | US Marmande                      |
| 71  | SC Albi                          |
| 72  | RC matheysin                     |
| 73  | US Bergerac                      |
| 74  | UA Gujan-Mestras                 |
| 75  | Stade bagénrais                  |
| 76  | US Côte Vermeille                |
| 77  | US Quillan                       |
| 78  | Peyrehorade sports               |
| 79  | FC Oloron                        |
| 80  | Cérét sportif                    |
| 81  | CO creusotin                     |
| 82  | US Orthez                        |
| 83  | UA Mimizan                       |
| 84  | RC trignacais                    |
| 85  | SC Decazeville                   |
| 86  | Stade poitevin SC                |
| 87  | Valence sportif                  |
| 88  | CASG                             |
| 89  | SC Rieumes                       |
| 90  | US Berry                         |
| 91  | CS Bourgoin-Jallieu              |
| 92  | US Tours                         |
| 93  | CAO Espéraza                     |
| 94  | AS bortoise                      |
| 95  | Stade langonnais                 |
| 96  | CA de Pontarlier                 |
| 97  | RC Châteaurenard                 |
| 98  | SA Mauléon                       |
| 99  | Poissy AC                        |
| 100 | SO villelonguet                  |
| 101 | US Métropolitaine des transports |
| 102 | SA bordelais                     |
| 103 | Saint-Jean-de-Luz olympique      |
| 104 | US argentacoise                  |
| 105 | CA Lannemezan                    |
| 106 | US usselloise                    |
| 107 | IS Montluçonnais                 |
| 108 | GS perpignanais                  |
| 109 | Royan OC                         |
| 110 | US Oyonnax                       |
| 111 | US Annecy                        |
| 112 | SC surgérien                     |

| N°  | Club                        |
| --- | --------------------------- |
| 113 | SC voironnais               |
| 114 | AS mâconnaise               |
| 115 | OC orléanais                |
| 116 | CS Lédonien                 |
| 117 | Stade saint-gaudinois       |
| 118 | UA Libourne                 |
| 119 | RC montcellien              |
| 120 | Stade français              |
| 121 | SO de Givors                |
| 122 | US de Salles                |
| 123 | ASPP de Paris               |
| 124 | US issoirienne              |
| 125 | Bordeaux EC                 |
| 126 | SA verdunois                |
| 127 | Stade piscenois             |
| 128 | Stade beaumontois           |
| 129 | US thuirnoise               |
| 130 | Biscarosse olympique        |
| 131 | Toulouse AC                 |
| 132 | Le Havre AC                 |
| 133 | Stade foyen                 |
| 134 | SA condomoise               |
| 135 | RC compiégnois              |
| 136 | US seynoise                 |
| 137 | Saint-Savin sportif         |
| 138 | SO millavois                |
| 139 | SC de Tartare               |
| 140 | Avenir valencien            |
| 141 | RC de Rouen                 |
| 142 | Grenade sports              |
| 143 | Parentis sports             |
| 144 | FC digoinais                |
| 145 | CS de Villefranche          |
| 146 | ES gimontoise               |
| 147 | AS de Bédarrides            |
| 148 | SCUF                        |
| 149 | SA vierzonnais              |
| 150 | SC nazairien                |
| 151 | US casteljalousaine         |
| 152 | Saint-Denis union sports    |
| 153 | AS maureilhanaise           |
| 154 | RC de Choisy-le-Roi         |
| 155 | ES arudyenne                |
| 156 | AS vauréenne                |
| 157 | UA rail puyolais            |
| 158 | SC Pamiers                  |
| 159 | Entente Red Star-Saint-Maur |
| 160 | FC d'Aix-les-Bains          |
| 161 | SA Rochefortois             |
| 162 | RC pézillanais              |
| 163 | UA Gaillac                  |
| 164 | FCS Rumilly                 |
| 165 | JS rionnaise                |
| 166 | CS d'Homécourt              |
| 167 | FC moulinois                |
| 168 | US vizilloise               |